# Josef Holub (skladatel)
Josef Holub (23. února 1902 Holice – 11. května 1973 Brno) byl český houslový virtuos a hudební skladatel.

## Život
Pocházel z rozvětvené hudební rodiny. Jeho otec, Čeněk Holub, byl městským kapelníkem v Holicích. Jeho kapela byla proslulá v celém kraji a slavila velké úspěchy i na Národopisné výstavě v Praze v roce 1895. Měl 10 dětí, které se všechny uplatnily v hudbě. Josef byl z nich nejmladší a nejnadanější.
Na housle začal hrát pod vedením svého otce. Od svých osmi let pokračoval ve studiu v Brně u Rudolfa Reissiga. Již ve čtrnácti letech (16. dubna 1916) vystoupil jako sólista s Českou filharmonií a provedl v jednom večeru tři houslové koncerty (Mozart, Suk, Max von Schilings). V letech 1918–1920 byl žákem Otakara Ševčíka v mistrovské třídě Akademie ve Vídni a na mistrovské škole v Praze. Po absolvování houslového studia studoval dále skladbu v Brně u Leoše Janáčka a v Praze u Václava Štěpána. Absolvoval v roce 1924 vlastním Houslovým koncertem c-moll. Ve skladbě i poté pokračoval u Vítězslava Nováka a ve hře na housle se zdokonaloval v interpretačních kurzech, které v Berlíně pořádal Carl Flesch.
V letech 1921–1922 uvedl za klavírního doprovodu svého bratra Jana řadu koncertů v zemích jihovýchodní Evropy (Jugoslávie, Bulharsko, Řecko, Rumunsko). V roce 1924 se stal koncertním mistrem opery v Záhřebu a primáriem Záhřebského kvarteta. Po dvouletém působení v Bělehradě se vrátil do Čech a působil jako koncertní mistr orchestru bněnského rozhlasu až do roku 1938. Vedle toho hodně cestoval a koncertoval s velkým úspěchem po celé Evropě. Kromě bratra Jana jej na koncertech často doprovázela sestra Růžena. V roce 1932 získal stříbrnou medaili na mezinárodní houslové soutěži ve Vídni. Vídeňská kritika jej řadila vedle Františka Ondříčka, Jana Kubelíka a Váši Příhody mezi nejvýznamnější české houslisty. Do dějin české hudby se zapsal i tím, že v témže roce založil Janáčkovo kvarteto a následujících 6 let je vedl.
Po krátkém působení u rozhlasových orchestrů v Košicích, Bratislavě a v Ostravě přijal místo koncertního mistra u orchestru Zemského divadla v Brně. Po 2. světové válce byl koncertním mistrem v Divadle 5. května v Praze a Filmového symfonického orchestru. Kromě toho, se v roce 1947 stal primáriem Ondříčkova kvarteta, které vedl až do roku 1956. Současně působil také jako profesor houslové hry na brněnské konzervatoři.

## Dílo

### Houslové skladby
- Cavatina, pro sólové housle, 1908
- Tři skladby, 1916
- Čtyři houslové skladby, op. 4, 1922
- Introdukce
- Serenata
- Intermezzo
- Melodie
- Tanec vážek
- Vzpomínání
- Capriccio
- Extase
- Burleska, (1934)
- Scherzo, op. 6
- Dumka, op. 7
- Balada, op. 8
- Tři Paganinské caprice, op. 9
- Čtyři skladby, op. 14

### Orchestrální skladby
- Koncert c-moll, op. 9 (dříve op. 6), pro housle a orchestr, 1922–24
- Koncert cis-moll, op. 13 (dříve op. 10), pro housle a orchestr, 1931
- Koncert, op. 20, pro housle a orchestr, 1954–55;
- Orchestrální suita, op. 11 (dříve op. 8), 1924
- Orchestrální suita pro smyčcový orchestr

### Komorní skladby
- Smyčcový kvartet, op. 10 (dříve op. 7), 1924
- Smyčcový kvartet, op. 19 – nedokončený
- Smyčcový sextet, op. 11, 1932.

### Jiné drobné skladby
- Klavírní skladby, op. 1, 1915
- Tři klavírní skladby, op. 2
- Tři klavírní skladby, op. 17
- Drobné skladby pro flétnu a trubku
- Písně, op. 2